# Костадинов, Костадин (политик)
Костади́н То́доров Костади́нов (род. 1 апреля 1979, Варна) — болгарский националистический политик, историк, юрист и этнограф, основатель и председатель партии «Возрождение».

## Биография
Родился 1 апреля 1979 года в городе Варна, в рабочей семье — отец был сварщиком на корабельной верфи, а мать уборщицей. Вырос во Владиславовском районе. Окончил 5-ю среднюю школу, затем получил степень магистра балканистики в 2002 году и права в 2011 году в Великотырновском университете.
В 2017 году защитил докторскую диссертацию по этнографии в Институте этнологии и фольклористики Болгарской академии наук по теме «Русины в Центральной Европе — история и современность». В исследовании представлены история и настоящее русинов, европейского народа без государства, которых он считает частью русского народа, и в то же время рассматривается формирование украинской нации в СССР, которое, как он полагает, происходило на политической основе.

## Научная деятельность, фильмы и книги
В 2012—2013 годах был автором и ведущим телепрограммы «За болгарский народ», в 2015 году вёл программу «Болгарская слава». В 2013—2017 годах был директором регионального исторического музея в Добриче.
Занимается проблемами болгарской диаспоры в Молдове, Украине, Греции, Румынии, Сербии, Северной Македонии, Албании и других стран. Автор нескольких книг и документальных фильмов. В 2004 году снял авторский документальный фильм о болгарах в Албании, а в 2005 — серию документальных фильмов о болгарах за пределами нынешних границ Болгарии под названием «Мы один народ». Также является автором документального фильма «Забытая земля», посвященного болгарам в Северной Добрудже, снятого в 2009 году. В 2011 году выпустил фильм и книгу «Третья национальная катастрофа» о демографическом кризисе в Болгарии.
В 2015 году написал «Учебник краеведения» для детей с 1 по 4 класс, ставший очень популярным (согласно его личному блогу и данным о загрузках учебника с сайта, он скачан более 500 тысяч раз). По его словам, в имеющемся официальном учебнике постоянно подчёркивается этническое разнообразие Болгарии, в то время как болгарский этнос недооценивается и избегается его упоминание. В 2017 году вышла его книга «Путеводитель по староболгарским землям», в которой подробно описаны 100 объектов болгарского культурно-исторического наследия, оставшихся «на болгарских землях, захваченных соседями Болгарии — Сербией, Косово, Албанией, Северной Македонией, Грецией, Турцией и Румынией».
В 2017 году организовал издание книги Я. Фальмерайера «О происхождении современных греков» и переиздание «Хроник Монемвасии», которые отстаивают тезис о давнем исчезновении древних греков и более позднем появлении современных греков, не имеющих прямой связи с древними.
Является инициатором и одним из создателей фильма «Молчаливая история», посвящённого депортации таврских болгар, иллюстрирующего их вынужденную эмиграцию в Советский Союз в 1945 году (в 1943—1944 годах, спасаясь от ужасов Второй мировой войны, они прибыли в Болгарию, но затем были вынуждены покинуть её по воле коммунистических властей).
Также является автором «Краткого справочника по македонскому вопросу», опубликованного в 2021 году. Книга представляет собой подробный исторический, филологический и этнологический справочник по Македонии.

## Политика
Был членом партии ВМРО-БНД с 1997 года, входил в состав Национального исполнительного комитета партии с 2007 по 2012 год и региональным координатором ВМРО по Варненской, Шуменской и Добричковской областям с 2002 по 2009 год. На внеочередном съезде ВМРО-БНД, состоявшемся 17-18 октября 2009 года, был избран заместителем председателя ВМРО-БНД (находился на посту до следующего съезда, состоявшегося 27 октября 2012 года). Покинул ВМРО в начале 2013 года из-за разногласий во взглядах с руководством партии и главой партии Красимиром Каракачановым. В 2013—2014 годах был членом националистического Национального фронта за спасение Болгарии.
В 2011—2021 годах (два с половиной срока) был муниципальным советником Варны. Член парламента после ноябрьских выборов 2021 года (47-й созыв Народного собрания).
В августе 2014 года на конференции в Плиске основал право-националистическую и право-популистскую политическую партию «Возрождение» и был избран председателем партии. Партия сразу заняла жёсткую оппозиционную позицию к правительству Бойко Борисова. Костадинов стал известен своими антиатлантистскими, евроскептическими и пророссийскими заявлениями. 

У Болгарии нет и никогда не было больших национальных врагов, чем те, которые за последние почти 30 лет изгнали или убили из нашего народа почти 2 миллиона человек, превратили нас в страну третьего мира и низвели нашу некогда сильную и могучую страну до уровня скромной  американской колонии.
Примерно в 2018 году получил у политических противников прозвище Костя Копейкин.
В 2019 году баллотировался на пост кмета (мэра) Варны и в первом туре местных выборов занял второе место с 14,3 % голосов, выйдя во второй тур с действующим мэром Иваном Портных. Во втором туре получил 33,9 %.
Костадинов и его партия противостояли вакцинации во время пандемии COVID-19, однако когда появились сообщения, что он сам и ряд членов его партии были тайно привиты вакциной Pfizer, это сильно подорвало доверие общественности к его высказываниям, последовательности действий и честности прежних позиций.
На президентских выборах в 2021 году, баллотируясь с адвокатом Еленой Гунчевой (на должность вице-президента), получил 2,97 % голосов. Начиная с ноябрьских 2021 года парламентских выборов (партия получила 4,9 % голосов и 13 мест) возглавляет парламентскую фракцию партии «Возрождение». На выборах в октябре 2022 года партия получила 9,8 % и 27 мест, на выборах в апреле 2023 года — 13,6 % и 37 мест, на выборах в июне 2024 года — 14,16 % и 38 мест.
В Народном Собрании 48-го созыва был председателем комиссии  по политике в отношении болгар за границей и членом комиссии по культуре и СМИ.
В 2003—2018 годах был женат на Велине Денчевой Костадиновой (в браке родились сын и дочь), с 2018 в разводе.
Считается русофилом, антиамериканистом и евроскептиком с антииммигрантскими и антинатовскими взглядами. В марте 2022 года получил 10-летний запрет на въезд в Украину, что объяснялось стойкой пророссийской направленностью его партии. В конце июля 2023 года включен в список "врагов Украины" сайтом «Миротворец» и объявлен агентом российского влияния в Болгарии.
В связи с кампанией по защите прав однополых пар в конце 2018 года в некоторых городах страны были установлены рекламные щиты с изображениями однополых пар с надписью: «Всё в порядке. Это просто любовь». Они вызвали резкую общественную реакцию, подверглись вандализму и впоследствии были сняты властями. В ответ партия «Возрождение» установила в тех же местах контррекламные щиты, выдержанные в духе предыдущих, но изображающих семью с тремя детьми с надписью «Всё в порядке. Это нормальная семья». Их появление вызвало негативную реакцию и протесты сторонников ЛГБТ.